# Seyitahmetli, Kulu
Seyitahmetli là một xã thuộc huyện Kulu, tỉnh Konya, Thổ Nhĩ Kỳ. Dân số thời điểm năm 2011 là 20 người.